# Onthophagus croesulus
Onthophagus croesulus là một loài bọ cánh cứng trong họ Bọ hung (Scarabaeidae).